# Коктальський сільський округ (Байзацький район)
Кокта́льський сільський округ (каз. Көктал ауылдық округі, рос. Кокталский сельский округ) — адміністративна одиниця у складі Байзацького району Жамбильської області Казахстану. Адміністративний центр — село Коктал.
Населення — 3495 осіб (2021; 2520 у 2009, 1878 у 1999, 1625 у 1989).
Станом на 1989 рік існувала Політотдільська сільська рада (села Мирзатай, Політотділ), з 1993 року — Коктальський сільський округ (села Коктал, Мирзатай). 1997 року округ був ліквідований, село Коктал увійшло до складу Бурильського сільського округу, а село Мирзатай — до складу Жалгизтобинського сільського округу. 2002 року Коктальський сільський округ був відновлений.